# 클리티오스
클리티오스(그리스어: Κλυτίος)는 그리스 신화에 등장하는 다음과 같은 인물들을 말한다.
- 기간테스 중의 하나로 기간토마키아 때 헤카테에게 죽임을 당한다.[1]
- 에우리토스의 아들, 아르고호의 선원들 중의 한 사람. 아폴론에게 활쏘기 시합을 도전했다가 죽임을 당함.
- 트로이의 왕 라오메돈의 아들중의 하나로 프리아모스의 형. 트로이의 장로(長老)가운데 한 사람이다. 헬레네를 그리스 진영으로 돌려보내라고 충고한다.[2]
- 오디세우스의 아들 텔레마코스의 전우 중 하나.[3]
- 아이네이아스를 따라 이탈리아로 온 아이올로스의 아들중의 하나. 투르누스와의 전투에서 죽는다.[4]
- 아이네이스의 등장인물 중 하나로 투르누스의 젊은 병사. 퀴돈의 사랑을 받는 인물.[5]